# رحمت‌آباد (عنبرآباد)
رحمت‌آباد (عنبرآباد)، روستایی از توابع بخش مرکزی شهرستان عنبرآباد در استان کرمان ایران است.

## جمعیت
این روستا در دهستان جهادآباد قرار دارد و براساس سرشماری مرکز آمار ایران در سال ۱۳۸۵، جمعیت آن ۴۵۷۵ نفر (۱۱۰خانوار) بوده‌است.